# Araeopteron papaziani
Araeopteron papaziani is een vlinder uit de familie spinneruilen (Erebidae). De wetenschappelijke naam is voor het eerst geldig gepubliceerd in 2009 door Guillermet.
De soort komt voor in tropisch Afrika.